# 29979 Wastyk
A 29979 Wastyk (ideiglenes jelöléssel (29979) 1999 RN83) a Naprendszer kisbolygóövében található aszteroida. A LINEAR projekt keretében fedezték fel 1999. szeptember 7-én.